# 芳特內萊鄉 (阿拉德縣)
46°07′18″N 21°24′11″E / 46.1217°N 21.4031°E
芳特內萊鄉（羅馬尼亞語：Comuna Fântânele, Arad），是羅馬尼亞的鄉份，位於該國西部，由阿拉德縣負責管轄，面積42平方公里，海拔高度122米，2011年人口3,090，人口密度每平方公里76人。